# AdBlue
AdBlue е течен реагент, използван за пречистване на изгорелите газове на дизеловите двигатели по т. нар. метод на селективната каталитична неутрализация (англ. Selective Catalytic Reduction). Представлява воден разтвор, състоящ се от 32,5% високоочистен карбамид (урея) и 67,5% деминерализирана вода. Реагентът AdBlue позволява да се намали с 90% съдържанието на азотни оксиди (NOx) в ауспуха на дизеловите двигатели. Правата върху търговската марка AdBlue се притежават от Асоциацията на автомобилната промишленост на Германия (VDA). Изискванията към реагента AdBlue се определят от международния стандарт ISO 22241 или от немския DIN 70070.
В някои страни този реагент е известен също като AUS 32 (на английски: Aqueous Urea Solution 32), а в Северна Америка – като DEF (на английски: Diesel Exhaust Fluid).
Реагентът AdBlue се впръсква в ауспуха, като в резултат от селективната каталитична реакция азотните оксиди и амонякът се преобразуват в безвредните азот и водна пара.

## Принцип на действие
Реагентът, намиращ се в специален резервоар, под налягане от 4,5 – 8,5 kg/cm² през инжектор се впръсква в потока от изгорелите газове. В резултат от въздействието на горещите газове върху разтвора (термолиза) карбамидът се разлага на амоняк (NH3) и изоцианова киселина (HNCO). След това изоциановата киселина в процеса на хидролизата се разлага отново на амоняк и въглероден диоксид (CO2). Полученият по този начин амоняк неутрализира азотните оксиди (NOX) чрез селективната каталитична неутрализация, в резултат от която на изхода се получава въглероден диоксид, азот (N2) и водна пара. За намаляване съдържанието на азотните оксиди вътре в двигателя допълнително се прилага система за рециркулация на охладените отработили газове (т. нар. AGR).

### Реакции
Термолиза на карбамида (AdBlue):
{\displaystyle \mathrm {(NH_{2})_{2}CO\longrightarrow NH_{3}+HNCO} }
Следваща хидролиза:
{\displaystyle \mathrm {HNCO+H_{2}O\longrightarrow NH_{3}+CO_{2}} }
Каталитична неутрализация при температура над 250 °C:
{\displaystyle \mathrm {4NO+4NH_{3}+O_{2}\longrightarrow 4N_{2}+6H_{2}O} }
Каталитична неутрализация при температура от 170 до 300 °C:
{\displaystyle \mathrm {NO+NO_{2}+2NH_{3}\longrightarrow 2N_{2}+3H_{2}O} }

### Свойства
| Свойства на реагента AdBlue   | Стойност                 |
| ----------------------------- | ------------------------ |
| Съдържание на карбамид        | 31,8 – 33,2 % (по тегло) |
| Температура на кристализация  | −11,5 °C                 |
| Показател на пречупване       | 1,3817 – 1,3843          |
| Топлопроводност               | 0,57 W/(m·K)             |
| Специфичен топлинен капацитет | 3,51 J/(g·K)             |
| Специфична топлина на топене  | 270 J/g                  |
| Плътност при 20 °C            | 1,087 – 1,093 g/cm³      |
| Вискозитет                    | 1,4 mPa·s                |

Температурата на замръзване на AdBlue е −11,5 °C, затова съдът, съдържащ реагента, се снабдява с подгревател. За изпразване на подвеждащите тръбопроводи след изключване на двигателя се използва помпа, включена в режим на реверс (работеща в обратна посока), при което реагентът се връща обратно в резервоара за съхранение. В случай на замръзване размразеният реагент запазва всичките си свойства и е годен за по-нататъшно използване.
Идеалната температура за съхранение на реагента е 0 до 10 °C, при което срокът на съхранение възлиза на 36 месеца. При температура в интервала от 20 до 25 °C срокът на съхранение се скъсява 2 пъти.

### Разход
Реагентът се пълни в отделен резервоар със синя капачка. Разходът на AdBlue в леките автомобили възлиза на около 5% от разхода на дизеловото гориво. В товарните автомобили системата за пречистване на изгорелите газове се включва на по-ранен етап и затова разходът на AdBlue достига до около 6%.

### Производство
Стойността на AdBlue се диктува от пазарните цени на уреята. За производство на 1 l карбамид е необходим 1 kg природен газ. Съгласно данните на Световната банка, цената на карбамида към началото на 2016 г. възлиза на около 200 евро за тон, което съответства примерно на 8 евроцента за литър AdBlue.
Най-големите производители на AdBlue в Европа са BASF и Yara, а в Северна Америка – AMI.

## Леки автомобили, използващи AdBlue
(към 2015 г.)
- Audi: колите с дизелови двигатели от серията Clean Diesel[4]
- BMW: колите с дизелови двигатели от серията BluePerformance[5]
- Chevrolet Cruze.[6]
- Citroën/Peugeot: колите с дизелови двигатели от серията BlueHDi[7]
- Jaguar: Jaguar XE
- Mazda CX-7
- Mercedes-Benz: колите с дизелови двигатели от серията BlueTec[8]
- Opel: Zafira 2.0 CDTI[9]
- Porsche: Cayenne Diesel (само в САЩ)[10]
- VW: колите с дизелови двигатели от серията BlueMotion[11]
- Škoda: Superb 4x4 2,0 TDI